# 春菜愛
春菜愛（日語：はるな愛，1972年7月21日—），原名大西賢治，日本跨性別搞笑女藝人、女歌手、企業家。出身於大阪府大阪市平野區。所屬的經紀公司是SUNS ENTERTAINMENT。
出生時性別為男性，但自小就渴望成為真正的女性。
1995年進行了變性手術。
2007年，在陣內智則和藤原紀香的「世紀婚禮」上，作為嘉賓表演模仿松浦亞彌而受到矚目開始走紅。
2009年，榮獲國際變性人選美大賽「國際皇后小姐」冠軍，是首位獲此殊榮的日本人。
2010年，成為日本電視台慈善節目《24小時電視 「愛心救地球」》的馬拉松跑手。
2013年，接受訪問時曾自爆開始覺得當男人比較方便，似乎有意變回男兒身，惟現時仍以女性身份生活。

## 外部連結
- 春菜愛的X（前Twitter）
- 春菜愛的Instagram帳戶
- 愛貝克思官方網頁[永久]
- 官方博客 （页面存档备份，存于）
- 官方網站 （页面存档备份，存于）